# Commonwealth Games 2022/Squash
Bei den Commonwealth Games 2022 in Birmingham im Vereinigten Königreich fanden vom 29. Juli bis 8. August 2022 im Squash fünf Wettbewerbe statt. Austragungsort war die University of Birmingham.

## Wettbewerbe und Zeitplan
Insgesamt fünf Wettbewerbe wurden im Rahmen der Spiele im Squashsport ausgetragen. Dazu zählten die jeweiligen Einzel- und Doppelkonkurrenzen der Damen und Herren, sowie das Mixed, also ein Wettbewerb mit gemischtem Doppel. Die Wettbewerbe im Einzel fanden vom 29. Juli bis 3. August statt, das Mixed begann am 3. August und die beiden Doppelkonkurrenzen begannen am 4. August. Das Finale im Mixed fand am 7. August, die Finals der Doppelkonkurrenzen fanden am 8. August statt.
| V | Vorrunde | ⅛ | Achtelfinale | ¼ | Viertelfinale | ½ | Halbfinale | B | Spiel um Bronze | F | Finale |

| Datum → Wettbewerb ↓ | Fr. 29. | Fr. 29. | Sa. 30. | Sa. 30. | So. 31. | So. 31. | Mo. 1. | Mo. 1. | Di. 2. | Di. 2. | Mi. 3. | Mi. 3. | Do. 4. | Do. 4. | Fr. 5. | Fr. 5. | Sa. 6. | Sa. 6. | So. 7. | So. 7. | Mo. 8. | Mo. 8. |
| -------------------- | ------- | ------- | ------- | ------- | ------- | ------- | ------ | ------ | ------ | ------ | ------ | ------ | ------ | ------ | ------ | ------ | ------ | ------ | ------ | ------ | ------ | ------ |
| Herreneinzel         | V       | V       | V       | V       | ⅛       | ⅛       | ¼      | ¼      | ½      | ½      | B      | F      |        |        |        |        |        |        |        |        |        |        |
| Herrendoppel         |         |         |         |         |         |         |        |        |        |        |        |        | V      | V      | ⅛      | ⅛      | ¼      | ¼      | ½      | ½      | B      | F      |
| Dameneinzel          | V       | V       | V       | V       | ⅛       | ⅛       | ¼      | ¼      | ½      | ½      | B      | F      |        |        |        |        |        |        |        |        |        |        |
| Damendoppel          |         |         |         |         |         |         |        |        |        |        |        |        | V      | V      | ⅛      | ⅛      | ¼      | ¼      | ½      | ½      | B      | F      |
| Mixed                |         |         |         |         |         |         |        |        |        |        | V      | V      | ⅛      | ⅛      | ¼      | ¼      | ½      | ½      | B      | F      |        |        |

## Bilanz

### Medaillengewinner
| Disziplin     | Gold                              | Silber                         | Bronze                        |
| ------------- | --------------------------------- | ------------------------------ | ----------------------------- |
| Herren Einzel | Paul Coll                         | Joel Makin                     | Saurav Ghosal                 |
| Herren Doppel | Declan James James Willstrop      | Daryl Selby Adrian Waller      | Greg Lobban Rory Stewart      |
| Damen Einzel  | Georgina Kennedy                  | Hollie Naughton                | Sarah-Jane Perry              |
| Damen Doppel  | Joelle King Amanda Landers-Murphy | Sarah-Jane Perry Alison Waters | Rachel Arnold Aifa Azman      |
| Mixed         | Joelle King Paul Coll             | Alison Waters Adrian Waller    | Dipika Pallikal Saurav Ghosal |

### Medaillenspiegel
| Platz  | Land       | Gold | Silber | Bronze | Gesamt |
| ------ | ---------- | ---- | ------ | ------ | ------ |
| 1      | Neuseeland | 3    | —      | —      | 3      |
| 2      | England    | 2    | 3      | 1      | 6      |
| 3      | Kanada     | —    | 1      | —      | 1      |
| 3      | Wales      | —    | 1      | —      | 1      |
| 5      | Indien     | —    | —      | 2      | 2      |
| 6      | Malaysia   | —    | —      | 1      | 1      |
| 6      | Schottland | —    | —      | 1      | 1      |
| Gesamt | Gesamt     | 5    | 5      | 5      | 15     |

## Herreneinzel

### Setzliste
| Nr. | Spieler         | Erreichte Runde |
| --- | --------------- | --------------- |
| 01. | Paul Coll       | Gold            |
| 02. | Joel Makin      | Silber          |
| 03. | Saurav Ghosal   | Bronze          |
| 04. | Patrick Rooney  | Achtelfinale    |
| 05. | Greg Lobban     | Viertelfinale   |
| 06. | Eain Yow Ng     | Viertelfinale   |
| 07. | Adrian Waller   | Viertelfinale   |
| 08. | James Willstrop | 4. Platz        |

| Nr. | Spieler           | Erreichte Runde |
| --- | ----------------- | --------------- |
| 09. | Tayyab Aslam      | 2. Runde        |
| 10. | David Baillargeon | Achtelfinale    |
| 11. | Lwamba Chileshe   | 2. Runde        |
| 12. | Alan Clyne        | Achtelfinale    |
| 13. | Mohd Syafiq Kamal | 2. Runde        |
| 14. | Rory Stewart      | Viertelfinale   |
| 15. | Ramit Tandon      | 2. Runde        |
| 16. | Ivan Yuen         | Achtelfinale    |

## Dameneinzel

### Setzliste
| Nr. | Spielerin        | Erreichte Runde |
| --- | ---------------- | --------------- |
| 01. | Joelle King      | 4. Platz        |
| 02. | Sarah-Jane Perry | Bronze          |
| 03. | Joshna Chinappa  | Viertelfinale   |
| 04. | Georgina Kennedy | Gold            |
| 05. | Tesni Evans      | Achtelfinale    |
| 06. | Hollie Naughton  | Silber          |
| 07. | Lucy Turmel      | Viertelfinale   |
| 08. | Emily Whitlock   | Viertelfinale   |

| Nr. | Spielerin        | Erreichte Runde |
| --- | ---------------- | --------------- |
| 09. | Georgia Adderley | Achtelfinale    |
| 10. | Rachel Arnold    | Viertelfinale   |
| 11. | Aifa Azman       | Achtelfinale    |
| 12. | Nicole Bunyan    | Achtelfinale    |
| 13. | Chan Yiwen       | Achtelfinale    |
| 14. | Donna Lobban     | Achtelfinale    |
| 15. | Jessica Turnbull | Achtelfinale    |
| 16. | Kaitlyn Watts    | Achtelfinale    |

## Herrendoppel

### Setzliste
| Nr. | Paarung                      | Erreichte Runde |
| --- | ---------------------------- | --------------- |
| 01. | Declan James James Willstrop | Gold            |
| 02. | Greg Lobban Rory Stewart     | Bronze          |
| 03. | Alan Clyne Douglas Kempsell  | Achtelfinale    |
| 04. | Daryl Selby Adrian Waller    | Silber          |
| 05. | Zac Alexander Ryan Cuskelly  | Viertelfinale   |
| 06. | Peter Creed Emyr Evans       | Achtelfinale    |
| 07. | Rhys Dowling Cameron Pilley  | Viertelfinale   |
| 08. | Eain Yow Ng Ivan Yuen        | 4. Platz        |

| Nr. | Paarung                            | Erreichte Runde |
| --- | ---------------------------------- | --------------- |
| 09. | Tayyab Aslam Nasir Iqbal           | Achtelfinale    |
| 10. | David Baillargeon Nick Sachvie     | Viertelfinale   |
| 11. | Christopher Binnie Julian Morrison | Achtelfinale    |
| 12. | Lwamba Chileshe Temwa Chileshe     | Achtelfinale    |
| 13. | Niall Engerer Kijan Sultana        | Achtelfinale    |
| 14. | Mohd Syafiq Kamal Ong Sai Hung     | Achtelfinale    |
| 15. | Ravindu Laksiri Shamil Wakeel      | Achtelfinale    |
| 16. | Velavan Senthilkumar Abhay Singh   | Viertelfinale   |

## Damendoppel

### Setzliste
| Nr. | Paarung                           | Erreichte Runde |
| --- | --------------------------------- | --------------- |
| 01. | Joshna Chinappa Dipika Pallikal   | Viertelfinale   |
| 02. | Sarah-Jane Perry Alison Waters    | Silber          |
| 03. | Rachael Grinham Donna Lobban      | Viertelfinale   |
| 04. | Joelle King Amanda Landers-Murphy | Gold            |
| 05. | Georgia Adderley Lisa Aitken      | Viertelfinale   |
| 06. | Georgina Kennedy Lucy Turmel      | Viertelfinale   |
| 07. | Rachel Arnold Aifa Azman          | Bronze          |
| 08. | Ainaa Amani Chan Yiwen            | 4. Platz        |

| Nr. | Paarung                        | Erreichte Runde |
| --- | ------------------------------ | --------------- |
| 09. | Meagan Best Amanda Haywood     | Achtelfinale    |
| 10. | Nicole Bunyan Hollie Naughton  | Achtelfinale    |
| 11. | Amna Fayyaz Faiza Zafar        | Achtelfinale    |
| 12. | Mary Fung-A-Fat Ashley Khalil  | Achtelfinale    |
| 13. | Alex Haydon Jessica Turnbull   | Achtelfinale    |
| 14. | Sunayna Kuruvilla Anahat Singh | Achtelfinale    |
| 15. | Abbie Palmer Kaitlyn Watts     | Achtelfinale    |
| 16. | Jade Pitcairn Marlene West     | Achtelfinale    |

## Mixed

### Setzliste
| Nr. | Paarung                         | Erreichte Runde |
| --- | ------------------------------- | --------------- |
| 01. | Dipika Pallikal Saurav Ghosal   | Bronze          |
| 02. | Alison Waters Adrian Waller     | Silber          |
| 03. | Lisa Aitken Greg Lobban         | Viertelfinale   |
| 04. | Joelle King Paul Coll           | Gold            |
| 05. | Georgia Adderley Rory Stewart   | Viertelfinale   |
| 06. | Tesni Evans Joel Makin          | Viertelfinale   |
| 07. | Georgina Kennedy Patrick Rooney | Achtelfinale    |
| 08. | Donna Lobban Cameron Pilley     | 4. Platz        |

| Nr. | Paarung                             | Erreichte Runde |
| --- | ----------------------------------- | --------------- |
| 09. | Ainaa Amani Addeen Idrakie          | Achtelfinale    |
| 10. | Nicole Bunyan David Baillargeon     | 1. Runde        |
| 11. | Joshna Chinappa Harinder Pal Sandhu | Achtelfinale    |
| 12. | Amna Fayyaz Tayyab Aslam            | 1. Runde        |
| 13. | Rachael Grinham Zac Alexander       | Viertelfinale   |
| 14. | Hollie Naughton Nick Sachvie        | Achtelfinale    |
| 15. | Emily Whitlock Peter Creed          | Achtelfinale    |
| 16. | Faiza Zafar Nasir Iqbal             | Achtelfinale    |